# Seimeni
Seimeni is een Roemeense gemeente in het district Constanța.
Seimeni telt 2115 inwoners.